# Lepitsa
Lepitsa (en búlgaro: Лепѝца) es un pueblo de Bulgaria perteneciente al municipio de Chervén Bryag de la provincia de Pleven.
Se ubica unos 5 km al noroeste de la capital municipal Chervén Bryag.
Se conoce la existencia de la localidad desde la época final del Segundo Imperio búlgaro y pertenece a la región histórica de Mramornitsa. Originalmente, se situaba a unos 2 km de su ubicación actual, en una zona de manantiales conocida como "Klenovit", donde se han hallado restos de antiguos asentamientos que probablemente sean de época romana.

## Demografía
En 2011 tenía 453 habitantes, de los cuales el 14,56 % eran étnicamente búlgaros. El 85,43 % de la población no declaró su origen étnico en el censo.
En anteriores censos su población ha sido la siguiente:
| Gráfica de evolución demográfica de Lepitsa entre 1934 y 2011 |
|                                                               |